# کارلوس گارسیا کامبون
کارلوس گارسیا کامبون (انگلیسی: Carlos García Cambón؛ زادهٔ ۲۷ مارس ۱۹۴۹ – ۲۷ آوریل ۲۰۲۲) بازیکن فوتبال اهل آرژانتین بود.
از باشگاه‌هایی که در آن بازی کرده‌است می‌توان به باشگاه فوتبال بوکا جونیورز اشاره کرد.